# Matthias Kock
Matthias Kock (* 1956) ist ein deutscher Jurist und ehemaliger parteiloser politischer Beamter. Von 2015 bis 2020 war er Staatsrat der Behörde für Stadtentwicklung und Wohnen der Freien und Hansestadt Hamburg.

## Leben
Der studierte Rechtswissenschaftler war bei der Umwelt- und Naturschutzorganisation Robin Wood (1990–1991), als Referent beim Hamburgischen Datenschutzbeauftragten (1992–1993) und ab 1993 in verschiedenen Funktionen in der Behörde für Stadtentwicklung und Umwelt der Freien und Hansestadt Hamburg tätig. Im Jahre 2008 wurde er Leiter der Abteilung Wohnen im Amt für Wohnen, Stadterneuerung und Bodenordnung und im Jahr 2011 u. a. Koordinator des „Bündnisses für das Wohnen in Hamburg“.
Zum 17. April 2015 wurde Kock im Zuge der Bildung des Senats Scholz II zum Staatsrat des Bereiches Stadtentwicklung und Wohnen der von Dorothee Stapelfeldt geleiteten Behörde für Stadtentwicklung und Umwelt der Freien und Hansestadt Hamburg ernannt. Im Zuge der Behördenumstrukturierung durch den Senat wurde er am 1. Juli 2015 Staatsrat der Behörde für Stadtentwicklung und Wohnen. Diesen Posten hatte Kock ab dem 28. März 2018 im Senat Tschentscher I sowie ab dem 10. Juni 2020 auch im Senat Tschentscher II inne. Zum Jahresende 2020 trat er in den Ruhestand. Ihm folgte Monika Thomas nach.